# Piper truncatibaccum
Piper truncatibaccum är en pepparväxtart som beskrevs av C. Dc.. Piper truncatibaccum ingår i släktet Piper och familjen pepparväxter. Inga underarter finns listade i Catalogue of Life.